# Ава Филимон
Ава Филимон, Филимон Египатски је хришћански монах и писац који је живео у Египту крајем 6. и почетком 7. века.

## Биографија
О ави Филимону, говори се у Добротољубљу. Тамо стоји да се затворио у пећини која се налазила у близини Лавре, зване Ромијева. Ту се он посветио подвижништву по угледу на Арсенија Великог. У пећини је провео доста времена. Бавио се плетењем ужади и котарица, које је размењивао за хлеб и со. Суботом и недељом је одлазио у цркву и тамо узносио молитве са погнутом главом, проливајући море суза. 
Касније се преселио и живео у Лаври преподобног Јована Колова. Тамо је ноћу читао цео Псалтир и песме. У зору би отпевао Први час, а онда сео на своју столицу, лицем окренут према истоку и наизменично читао (Псалме) или, по избору, из Апостола и Јеванђеља. Тако је он проводио цео дан, непрестано певајући, молећи се и наслађујући се сагледавање
м небеских ствари.
Аутор је бројних монашких поука од којих су најпознатије: О заповестима, О мислима, О богатству, О ближњима, О болестима О памети, О царству небеском, О молитви, О Причести, О човеку, О борби, О Богопознању, О духовном животу, О искушењу, О праведности, О спасењу.
Један од списа Филимона најкасније почетком 7. века, садржи најранији цитат Исусове молитве у ономе што се сматра њеним стандардним обликом: „Господе Исусе Христе, Сине Божији, има помилуј ме“. Ову свету реч од Аве хришћани су вековима неговали јер је практично упутство како да се срце и ум уздигну изнад моћних привлачности палог света, или Аввиним речима: „Јер непрекидном молитвом и проучавањем божанско Писмо, отварају се душевне очи душе, и виде Цара небеских сила, и велика радост и жестока чежња жаре у души; а пошто је и тело узето Духом, човек постаје потпуно духован'.